# Hildegunn Mikkelsplass
Hildegunn Mikkelsplass (nacida como Hildegunn Fossen, Drammen, 16 de abril de 1969) es una deportista noruega que compitió en biatlón. Ganó cuatro medallas en el Campeonato Mundial de Biatlón entre los años 1991 y 1998.

## Palmarés internacional
| Campeonato Mundial | Campeonato Mundial   | Campeonato Mundial | Campeonato Mundial |
| Año                | Lugar                | Medalla            | Prueba             |
| ------------------ | -------------------- | ------------------ | ------------------ |
| 1991               | Lahti (Finlandia)    | Medalla de bronce  | Equipo             |
| 1994               | Canmore (Canadá)     | Medalla de plata   | Equipo             |
| 1995               | Antholz (Italia)     | Medalla de bronce  | Relevos            |
| 1998               | Hochfilzen (Austria) | Medalla de plata   | Equipo             |